# Bath Festival of Blues
Das Bath Festival of Blues war ein Musikfestival, das am Samstag, dem 28. Juni 1969, im Recreation Ground in Bath stattfand. Es traten bekannte britische Blues- bzw. Bluesrock-Bands auf, darunter Fleetwood Mac, John Mayall‘s Bluesbreakers, Ten Years After, Led Zeppelin, The Nice, Chicken Shack, Jon Hiseman‘s Colosseum, Mick Abrahams‘ Blodwyn Pig und Principal Edwards Magic Theatre.
Das Festival wurde von Fred und Wendy Bannister auf Anfrage der Bath Festival Society organisiert, die bis dahin Club-Konzerte in London, Oxford und Bath veranstaltet hatten. Die Zahl der Besucher wird auf 12.000 geschätzt, andere Berichte sprechen von 30.000. Der Eintritt für den ganzen Tag betrug 18 Shilling und Sixpence, für den Abend allein 14 Shilling und Sixpence.
Die Vorführungen fanden auf zwei Bühnen statt. Beim Auftritt von The Nice, die vier Dudelsackpfeifer dabei hatten, brach der Bühnenboden unter der Belastung. Während des nachfolgenden Auftritts von Led Zeppelin auf der anderen Bühne wurde der Schaden repariert.
1970 fand als Nachfolger das Bath Festival of Blues and Progressive Music statt.